# Wyszomierz Wielki

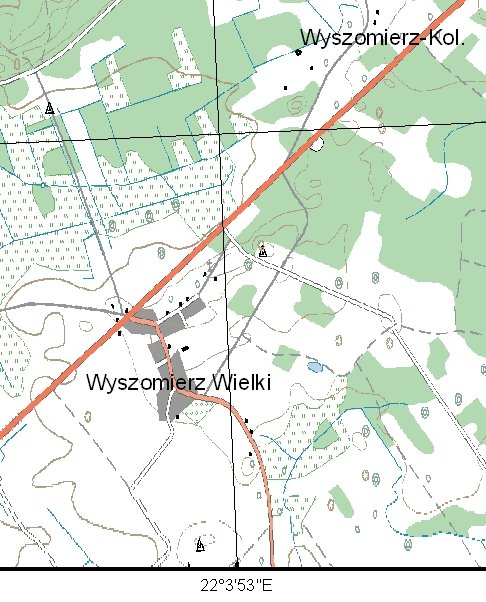
Mapa wsi Wyszomierz Wielki) i okolic

Wyszomierz Wielki – wieś w Polsce położona w województwie podlaskim, w powiecie zambrowskim, w gminie Szumowo.
| SIMC    | Nazwa              | Rodzaj    |
| ------- | ------------------ | --------- |
| 0408066 | Wyszomierz-Kolonia | część wsi |

Wierni kościoła rzymskokatolickiego należą do parafii Najświętszej Maryi Panny Częstochowskiej w Szumowie.

## Historia
Jest to jedna z najstarszych obok Szumowa miejscowość w tej okolicy. Była zamieszkiwana przez ród rycerzy herbu Rawicz, którzy przyjęli nazwisko Wyszomirscy.
Wieś prawdopodobnie tożsama z Wyszomierzem wymienionym w „Akcie Konrada” (dokument wystawiony przez księcia Konrada Mazowieckiego dla biskupów płockich) z 1203 roku jako „Wyssomyre”.
Około 1423 r. książę Janusz Mazowiecki „Starszy” nadał 30 włók miary chełmińskiej w „Wyszomierzu powyżej Ostrowi” braciom Ściborowi i Mirzonowi z Załusek i Niepiekłów w ziemi zakroczymskiej. W 1430 r. Ścibor piszący się z Wyszomierza, sprzedał za 9 kop groszy 10 włók ze swojego działu braciom Mirzonowi i Wawrzyńcowi oraz synowi Mirzona Michałowi. W Metryce Księstwa Mazowieckiego zapisano:  „Wyszmyerz, Item Anno etc. XXX, feria quinta inra octauas Pasche (20 apr.), In Zacroczim; constitutus Stiborius de Wyschemyrz decem manos mensure Chulmensis ibidem in Wyschemyrz, herediatate districtum Warschouiensis, in longum et latum, pront dicti mansi in suis metis et signis sunt distinci et limitati, Myrzon cum Laurencio germanis et Michaeli, filio predicti Myrzon, heredibus do Wyschemyrz, pro nouem sexagenis grossorum comunis monete vendidit perpetue et in ewm…”.
W roku 1431 Ścibor piszący się tym razem z Niepiekłów, wraz z synami: Pawłem, Jakubem, Janem, Prędotą i Goworkiem, z nieznanych powodów sprzedał następne 10 włók na Wyszomierzu Rynołtowi (Rejnoldowi) i Bartłomiejowi z Załusek – swoim bratankom za 20 kop groszy, a sami przenieśli się do ziemi drohickiej – pod Wielkiego Księcia Witolda, gdzie w parafii Skibniew założyli wsie, nazwane na pamiątkę tych które opuścili: Wyszomierz i Niepiekło. W Metryce Księstwa Mazowieckiego zapisano:„Nyepyekly. Item anno XXXI. Constituti personaliter Stiborius cum Paulo, Iacobo, Iohanne, Prandotha et Gowokone, filis suis, heredes de Nyepyekli, decem manos mensure Chulmensis super hereditate Wyschemyerz …, Ronaldo et Bartholomeo, filiastro suo, heredibus de Szalusky, pro viginti sexagenis grossorum latorum vendiderunt perpetue …”
Wieś Rynołty leży w odległości ok. 3 kilometrów od Wyszomierza Wielkiego i znana jest też pod nazwą Wyszomierz Mały. Rynołty, czyli używając współczesnego języka Rynołtowie, to z pewnością potomkowie wspomnianego wyżej Rynołta – dziedzica z Załusek. W 1476 roku książę Janusz nadał kolejne 10 włók Piotrowi synowi Bartłomieja i synom Rynołta: Maciejowi, Tomaszowi, Mironowi i Marcinowi.
Ród Wyszomirskich należał do wyróżniających się w okolicy. Jego przedstawiciele piastowali urzędy w ziemi nurskiej (Marcin Wyszomirski poborca podatkowy powiatu ostrowskiego 1624 r., a następnie jako podstarości ostrowski w 1638 r., z Wyszomierza wywodził się pod koniec XVII w. również miecznik nurski) i w ziemi łomżyńskiej (podstarości łomżyński Bartłomiej Wyszomirski 1610 r., podsędek łomżyński Wawrzyniec z Wyszomierza 1610 r.).
W latach 1921 – 1939 wieś leżała w województwie białostockim, w powiecie łomżyńskim, w gminie Szumowo.
Według Powszechnego Spisu Ludności z 1921 roku wieś zamieszkiwało 265 osób, 232 było wyznania rzymskokatolickiego, 2 ewangelickiego a 30 mojżeszowego. Jednocześnie 240 mieszkańców zadeklarowało polską przynależność narodową, 2 niemiecką a 22 żydowską. Było tu 41 budynków mieszkalnych. Miejscowość należała do parafii rzymskokatolickiej w Szumowie. Podlegała pod Sąd Grodzki w Zambrowie i Okręgowy w Łomży; właściwy urząd pocztowy mieścił się w Szumowie.
W wyniku napaści ZSRR na Polskę we wrześniu 1939 miejscowość znalazła się pod okupacją sowiecką. Od czerwca 1941 roku pod okupacją niemiecką. Od 22 lipca 1941 do 1945 włączona w skład Landkreis Lomscha, Bezirk Bialystok III Rzeszy.
W latach 1975–1998 miejscowość administracyjnie należała do województwa łomżyńskiego.

## Wykopaliska
Podczas prac przy budowie drogi ekspresowej S8 na odcinku przebiegającym przez wieś w lipcu 2015 roku dokonano odkryć archeologicznych. Odkopano co najmniej osiem grobów ciałopalnych z czasów Imperium Rzymskiego z okresu kultury przeworskiej z II wieku n.e., dwa groty: oszczepu i włóczni oraz umbo, naczynia importowane z gatunku ceramiki terra sigillata i popielnicę grobową.
Znaleziono również pozostałości osadnictwa późnośredniowiecznego w postaci zabudowania i ośmiu studni z drugiej połowy XVII wieku, dzbany ceramiczne, misę, makutrę. Z Wyszomierza pochodzą też kafle piecowe. Szacuje się, że powstały one pod koniec XVI wieku i mogą wskazywać na istnienie dworu lub obiektu sakralnego. Są one ozdobione. Na jednym widnieje krzyż, a drugi ozdobiony jest osiołkiem z postacią siedzącą na nim z krzyżem w ręce.

## Przyroda
Na terenie wsi znajduje się użytek ekologiczny Bagno „Moczary” o powierzchni 2,53 ha. Stanowi on śródleśne obniżenie ulegające osuszeniu w wyniku ogólnego obniżenia poziomu wody gruntowej. W części południowej dużą powierzchnię zajmuje łozowisko z wierzbą szarą Salicetum pentandro-cinereae z pojedynczymi grupami brzozy brodawkowatej, olszy i osiki. Warstwę krzewów stanowią wierzba szara Salix cinerea, wierzba uszata Salix aurita, kruszyna pospolita Frangula alnus. Został on utworzony w celu ochrony pozostałości ekosystemu mającego znaczenie dla zachowania różnorodności biologicznej.